# Roosendaal
Roosendaal – miasto holenderskie leżące w południowej części państwa. Powierzchnia miasta wynosi 107,21 km², a jego ludność 1 stycznia 2007 roku liczyła 77 487 mieszkańców.
Miasto założono w XIII wieku.
Miasto jest siedzibą klubu piłkarskiego RBC Roosendaal.

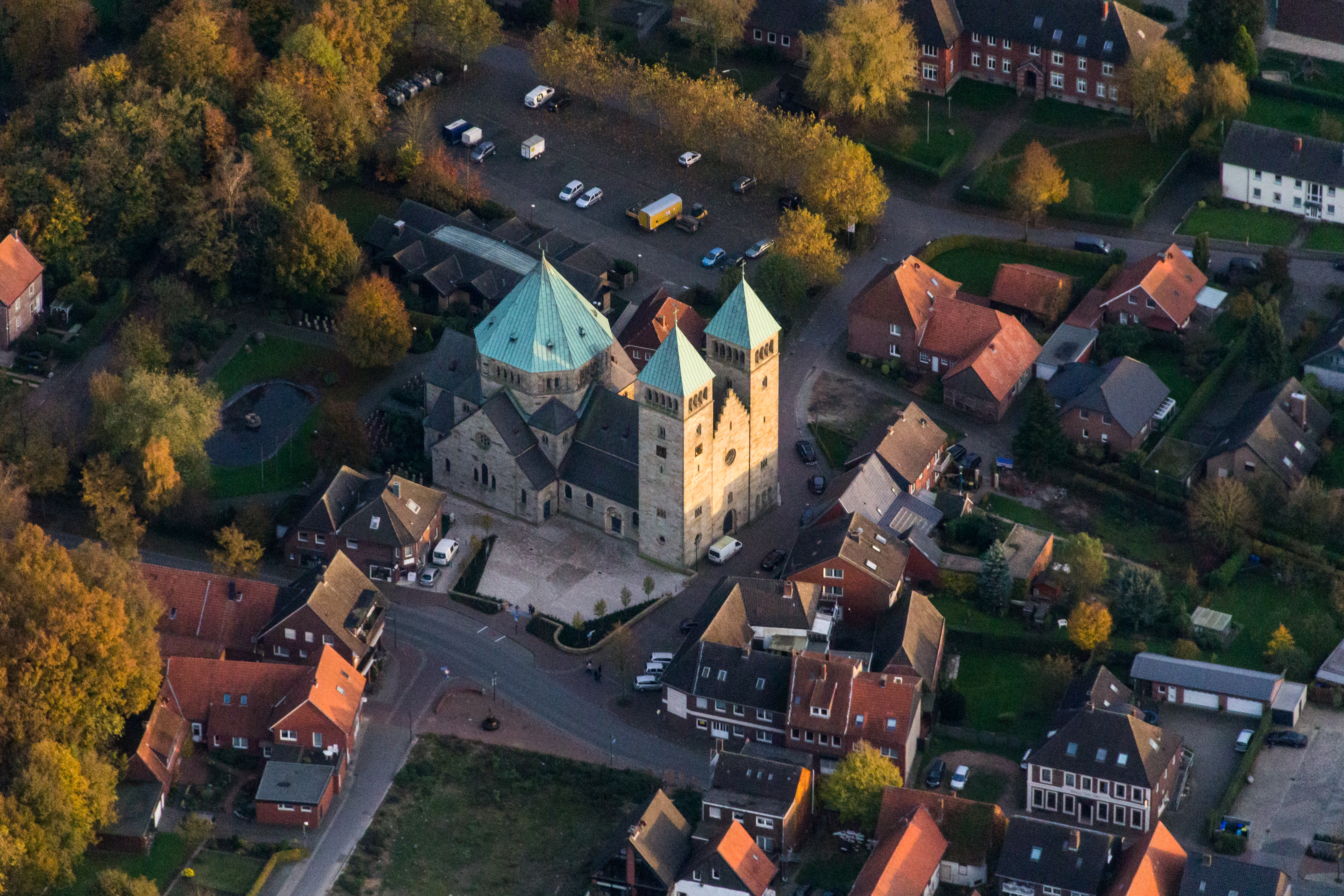
Ss.-Fabian-und-Sebastian-Church, Osterwick